# Ciudad Rodrigo
Ciudad Rodrigo (extremeny: Ciá Rodrigu) és un municipi de la província de Salamanca, a la comunitat autònoma de Castella i Lleó. És seu de bisbat. Limita al Nord amb Castillejo de Martín Viejo i Sancti-Spíritus, a l'Est amb Alba de Yeltes, un enclavament de Sancti-Spíritus, Tenebrón, El Baldío (municipi de Serradilla del Llano) i Serradilla del Arroyo, al Sud amb Zamarra, Pastores i La Encina i a l'Oest amb Carpio de Azaba i Saelices el Chico.

## Història
Com a preludi de la invasió de Portugal d'André Masséna, durant la guerra del Francès, la ciutat fou presa per l'exèrcit francès de Michel Ney en 1810 i capturada pels aliats de Arthur Wellesley en 1812, que van saquejar la ciutat a continuació.

## Demografia
| 1991  | 1996  | 2001  | 2004  |
| ----- | ----- | ----- | ----- |
| 14882 | 14901 | 13991 | 14169 |

## Alcaldes
- 1979-1982: Manuel Delgado Sánchez Arjona
- 1982 -1983: Leopoldo Gómez Castaño
- 1983-1991: Miguel Cid Cebrián
- 1991-1995: Dionisio Holgado García
- 1995-actualitat: Francisco Javier Iglesias García

## Fills il·lustres
- Juan Esquivel (compositor) (1560- vers 1625) compositor musical.